# WLAF Moscow 2019
La WLAF Moscow 2019 è la seconda edizione dell'omonimo torneo di football americano femminile.

## Squadre partecipanti
| Club               | Città | Stadio | Sponsor ufficiale | Risultato nella stagione 2018 |
| ------------------ | ----- | ------ | ----------------- | ----------------------------- |
| Moscow Dragonflies | Mosca |        |                   |                               |
| Moscow Unicorns    | Mosca |        |                   |                               |
| Sechenov Phoenix   | Mosca |        |                   |                               |

## Calendario

### 1ª giornata
| Mosca 19 maggio 2019, ore 18:00 | Sechenov Phoenix | 0 – 14 | Moscow Unicorns |  |

### 2ª giornata
| Mosca 2 giugno 2019, ore 18:00 | Sechenov Phoenix | 18 – 13 | Moscow Dragonflies |  |

### 3ª giornata
| Mosca 16 giugno 2019, ore 18:00 | Moscow Dragonflies | 0 – 50 | Moscow Unicorns |  |

### 4ª giornata
| Mosca 7 luglio 2019, ore 18:00 | Moscow Unicorns | 62 – 0 | Sechenov Phoenix |  |

### 5ª giornata
| Mosca 21 luglio 2019, ore 18:00 | Moscow Dragonflies | 0 – 45 | Moscow Unicorns |  |

### 6ª giornata
| Mosca 4 agosto 2019, ore 18:00 | Sechenov Phoenix | 6 – 41 | Moscow Dragonflies |  |

## Classifica
La classifica della regular season è la seguente:
- PCT = percentuale di vittorie, G = partite giocate, V = partite vinte,  P = partite perse, PF = punti fatti, PS = punti subiti

| Pos. | Squadra            | PCT   | G | V | N | P | PF  | PS  |
| ---- | ------------------ | ----- | - | - | - | - | --- | --- |
| 1    | Moscow Unicorns    | 1.000 | 4 | 4 | 0 | 0 | 171 | 0   |
| 2    | Moscow Dragonflies | .250  | 4 | 1 | 0 | 3 | 54  | 119 |
| 3    | Sechenov Phoenix   | .250  | 4 | 1 | 0 | 3 | 24  | 130 |

## Verdetti
- Moscow Unicorns Campionesse della WLAF Moscow 2019